# ويليام ألبرت روبنسون
ويليام ألبرت روبنسون (بالإنجليزية: William Albert Robinson)‏ هو سياسي بريطاني (وحمل سابقاً جنسية المملكة المتحدة لبريطانيا العظمى وأيرلندا)، ولد في 1877، وتوفي في 31 ديسمبر 1949. حزبياً، نشط في حزب العمال. في الانتخابات العامة في المملكة المتحدة 1935 ‏، انتخب عضو برلمان المملكة المتحدة الـ37 عن دائرة St Helens (UK Parliament constituency) ‏ (14 نوفمبر 1935 – 15 يونيو 1945).